# 1858 na arte

## Nascimentos
| Data            | Nome                           | Profissão                           | Nacionalidade                              | Observações | Ref   |
| --------------- | ------------------------------ | ----------------------------------- | ------------------------------------------ | ----------- | ----- |
| 20 de fevereiro | Ernesto Ferreira Condeixa      | pintor                              | Reino Unido de Portugal, Brasil e Algarves | m. 1933     |       |
| ??              | João Ribeiro Cristino da Silva | pintor (pertenceu ao Grupo do Leão) | Reino Unido de Portugal, Brasil e Algarves | m. 1948     | [ 1 ] |

## Mortes
| Data       | Nome                   | Profissão           | Nacionalidade                  | Observações | Ref |
| ---------- | ---------------------- | ------------------- | ------------------------------ | ----------- | --- |
| 29 de maio | Johann Moritz Rugendas | pintor e desenhista | Sacro Império Romano-Germânico | n. 1802     |     |
| ??         | António José Patrício  | pintor romântico    | Portugal                       | n. 1827     |     |
| ??         | Hiroshige              | pintor e gravador   | Japão (Período Edo)            | n. 1797     |     |